# Константин Оп
Константин Оп (на средногръцки: Κωνσταντίνος Ὤπος, fl. ок. 1081 – 1097) е византийски военачалник от края на XI век – командир на корпуса на екскувитите и велик дука на флота, който взема активно участие във войните на император Алексий I Комнин срещу норманите на Балканите и срещу турците в Средиземно море и Анатолия.

## Произход и кариера
Липсват сведения за произхода на Константин Оп, но според едно мнение е твърде вероятно той да е бил внук на друг византийски пълководец, също Константин Оп, който е катепан на Италия през 1032/1034 г.
За първи път Константин Оп се споменава в „Алексиадата“ на Анна Комнина като командир на тагмата на екскувитите по време на войната на Алексий I Комнин срещу норманите на Робер Гискар от 1081 г. Кампанията завършва с поражението на ромеите в битката при Дирахиум на 18 октомври 1081 г., в която са разбити сформираните отдава традиционни полкове на византийската армия от Средновизантийския период. За всеки случай това е последното събитие, в което се споменава за екскувитите: вероятно последните останки от тагмата им са разформировани, с което е сложен край на това старо формирование, създадено през V век като елитен гвардейски корпус на император Лъв I Тракиец (457 – 474).
През 1090 г. Константин Оп е подчинен на византийския дука на флота Констатин Даласин по време на обсадата на остров Хиос, контролиран от емира на Смирна Чаха. Чаха бей, който преди това бил васал на василевса, успял да си построи собствен флот, с който превзел няколко егейски острова и извършвал нападения над други. След като превзел Лесбос (с изключение на крепостта Митимна) и Хиос, Чаха бей успял да разбие роймейския флот, командван от Никита Кастамонит. Възползвайки се от отсъствието на Чаха бей, който по това време се намирал в Смирна, Константин Даласин дебаркирал с войските си на остров Хиос и обсадил укрепената му столица. Въпреки че ромеите успели да заемат пристанището на града, те не успели да превземат самия град. Междувременно Чаха бей успял да събере около 8000 души, както съобщава Алексиадата, и се отправил в помощ на обсадения град. Неговата армия тръгнала по суша от отсрещната страна на острова, докато флотът му я следвал, плавайки успередно на крайбрежието. Тогава Даласин наредил на Констанин Оп да спре напредването на турците, но когато те започнали да се придвижват под прикритиет на нощта, Опос се отказал от сражение с Чаха, чиито кораби освен това били съединени с вериги. 
През 1092 г. Константин Оп е натоварен със задачата да превземе крепостта Кизик на Мраморно море, след като предишната византийска морска експедиция, командвана от Александър Евфорвин, не постигнала успех. Оп дебаркирал с войските си и успешно атакувал града. След това Константин изпратил части, които заели Пойманенон, преди войските му да се отправят и срещу Аполониада. Константин обсадил и този град, но турският емир Елхан предал града и със цялото си семейство се подчинил на Константин Оп.
През 1094 Константин Оп е част от синода, свикан във Влахерна, за да осъди в ерес епископ Лъв Халкедонски. В регистрите на синода Константин Оп е споменат с титлата протопроедър. От един негов печат е известно, че по-късно той е издигнат и в ранг на протонивилисим. От един съхранен ръкопис, който е бил притежание на Константин Оп, става ясно, че накрая той успва да се издигне и до поста на велик дука.
Последното сведение за Константин Оп се отнася към 1097 г., когато по време на Първия кръстоносен поход той получава задачата да възпрепятства прехвърлянето
през Босфора на силите на някой си граф Раул и дори влязъл в сражение с кръстоносците.